# Mimusops penduliflora
Mimusops penduliflora là một loài thực vật thuộc họ Sapotaceae. Đây là loài đặc hữu của Tanzania.